# Синхронная технология
Синхронная технология — метод трехмерного параметрического моделирования, разработанный и анонсированный компанией Siemens PLM Software в 2008 г. Синхронная технология объединяет возможности параметрического моделирования на основе конструктивных элементов со средствами прямого редактирования элементов геометрической формы. Функционирование синхронной технологии возможно благодаря использованию вариационного подхода к проектированию изделия, состоящего в связывании граничных элементов геометрической модели логическими и параметрическими ограничениями (как заданными пользователем, так и автоматически распознанными CAD-системой).

## Описание
Синхронная технология разработана на основе геометрического ядра Parasolid и набора вариационных решателей D-Cubed. Она реализована в продуктах Siemens PLM Software в том числе Solid Edge и NX   .
Синхронная технология реализует поэлементное моделирование без дерева построения. Данная технология позволяет задавать фиксированные размеры, параметры и правила проектирования в момент создания или редактирования модели, не пользуясь при этом историей её создания.
Технология синхронного моделирования имеет признаки как прямого, так и параметрического моделирования. Так, это технология прямого моделирования для простых операций (типа перетаскивания или поворота граней модели) с элементами параметрического моделирования для геометрически более сложных конструктивных элементов, а также с возможностью точного размерного контроля за счет управляющих 3D-размеров и геометрических взаимосвязей между 3D-объектами.
В основе синхронной технологии лежит синхронный решатель. Данный решатель синхронно и в режиме реального времени контролирует геометрические взаимосвязи (касание, концентричность, копланарность и т. д.), конструктивные элементы, управляющие 3D-размеры и всю геометрию, что предоставляет хорошие возможности создания и редактирования моделей . 
Элемент синхронной технологии — распознавание поведения геометрии (Live rules) автоматически распознает взаимосвязи, такие как параллельность, касание, соосность, горизонтальность, вертикальность, и сохраняет их в процессе редактирования. Процедурные конструктивные элементы позволяют создавать и редактировать отверстия, массивы, тонкостенные оболочки, скругления, ребра жесткости и другие характерные элементы модели в соответствии с технологией поэлементного моделирования. Но, в отличие от этой технологии, создание и редактирование элементов модели возможны без наложения взаимосвязей между отдельными элементами модели. Управляющие 3D-размеры можно проставлять на уже готовые модели и изменять их значения. Для полноты контроля геометрии введены опции указания направления смещения размера. Табличное и формульное задание параметров модели, в том числе и с помощью таблиц Excel, предоставляет возможности автоматизированного параметрического проектирования.
Важной особенностью синхронной технологии является возможность копирования/вставки трехмерных объектов (наборов граней и конструктивных элементов) через буфер обмена Windows между разными деталями, либо в пределах одной детали. Этот процесс практически аналогичен таковому в 2D-системах.
Синхронное моделирование построено на использовании интерфейса Microsoft Fluent (в стиле Office 2010) и обновленного Меню команды. Большинство простых операций (перемещение, поворот, копирование граней, выдавливание и вырез) выполняется с помощью одной только мыши.

## История создания
До создания синхронной технологии существовали два основных способа 3D моделирования. Исторически первым было параметрическое моделирование с деревом построения и  он хорошо знаком большинству конструкторов. Второй способ — моделирование без дерева построения, или прямое моделирование. В системах с деревом построения модель в процессе её создания и редактирования подразделяется на конструктивные элементы, которые управляются размерами, поэтому автоматически проводимые изменения геометрии оказываются надежными и предсказуемыми. Однако достижение такой предсказуемости поведения модели требует предварительного планирования всех построений с учётом того, как именно будет редактироваться модель. Любые незапланированные изменения в конструкции модели могут потребовать значительных переделок и больших затрат времени на пересчет всего дерева построения.
Системы прямого моделирования не используют конструктивные элементы и практически не поддерживают управление моделью при помощи размеров и геометрических взаимосвязей. Однако такие системы работают быстро и гибко, особенно при проведении самых различных изменений, поскольку пересчет модели происходит только локально, в месте её редактирования. При этом изменение абсолютно предсказуемо и не требует предварительной разработки стратегии; при росте сложности моделей производительность системы сохраняется довольно высокой. Это хорошо при эскизном проектировании, но когда необходимо автоматизировано проводить предсказуемые конструктивные изменения, системы прямого моделирования оказываются не столь удобными.
Синхронная технология является дальнейшим развитием технологии прямого моделирования, существующей в отдельных CAD-системах сравнительно давно. С одной стороны, прямое моделирование лучше всего подходит для выполнения быстрого редактирования модели, когда не приходится разбираться в том, каким образом, она была создана. Это удобно, если нужно быстро получить результат, особенно на моделях со сложным и запутанным деревом построения или же на моделях, импортированных из других систем. С другой стороны, прямое моделирование по-прежнему зависит от дерева построения и может привести к разрушению замысла конструктора, так как ранее созданные элементы при последующем редактировании методом прямого моделирования также оказываются измененными.
Синхронная технология избавлена от таких ограничений за счет сохранения заданных размеров модели (3D-управляющих размеров), геометрических взаимосвязей и конструктивных (процедурных элементов). При этом история создания модели ведется, но созданные элементы никак не зависят друг от друга. Управляющие 3D-размеры проставляются прямо на модель в любой момент времени для соблюдения габаритов и конструктивных особенностей конструкции. Управляющие 3D-размеры могут быть фиксированными, динамическими, вычисляться по формулам, браться из таблиц, что позволяет редактировать деталь самыми различными способами. При необходимости изменения исходного замысла требуется перетащить размер из одной части модели в другую.
Синхронная технология – это не просто прямое редактирование, а объединение свободы конструирования с параметрической точностью систем с деревом построения. Согласно опросу ISICAD, выпуск синхронной технологии стал ключевым событием мирового рынка PLM/CAD в 2008 году.
По мнению экспертов Gartner, синхронная технология направлена на повышение производительности труда проектировщиков и многократное использование моделей, созданных в разных САПР.

## Критика
Синхронная технология критикуется представителями компаний — конкурентов Siemens PLM Software. Они полагают, что синхронная технология просто предоставляет возможности прямого моделирования. Оба CAD-продукта Siemens PLM Software — Solid Edge и NX CAD — включали в себя возможности прямого моделирования задолго до выпуска синхронной технологии . Однако это были возможности прямого моделирования на основе параметрической технологии, то есть любое действие по редактированию порождало конструктивный элемент, помещаемый в конец дерева построения, что при работе со сложными моделями сводило на нет основные преимущества прямого моделирования.    Тем не менее повторить синхронную технологию на данный момент не удалось ни одной компании, хотя попытки делаются. 